# Cristo Rey Volleyball Club
Il Cristo Rey Volleyball Club è una franchigia pallavolistica femminile dominicana, con sede a Santo Domingo: milita nel campionato dominicano di Liga de Voleibol Superior.

## Storia
Il Cristo Rey Volleyball Club viene fondato nel 2018, contestualmente alla nascita della Liga de Voleibol Superior. Durante la prima edizione del torneo si classifica al secondo posto in regular season, raggiungendo la finale dei play-off scudetto, dove viene sconfitto dal Caribeñas. Nel torneo seguente esce di scena nelle semifinali dei play-off scudetto, venendo però sconfitto nuovamente dal Caribeñas, chiudendo al terzo posto.